# Iwan Żdanow
Iwan Michajłowicz Żdanow (ros. Иван Михайлович Жда́нов, ur. 17 lipca?/29 lipca 1895 we wsi Ostrogi w guberni twerskiej, zm. 7 kwietnia 1938) – radziecki działacz partyjny i gospodarczy, dyrektor przedsiębiorstw.

## Życiorys
Od 1915 służył we flocie wojennej Imperium Rosyjskiego, 1917 wstąpił do SDPRR(b), później był żołnierzem Armii Czerwonej. W marcu 1921 brał udział w likwidacji powstania w Kronsztadzie, 1921-1924 pracował w piotrogrodzkiej gubernialnej Czece i piotrogrodzkim gubernialnym komitecie związków zawodowych, 1924-1925 był instruktorem centralnego i wołodarskiego rejonowego komitetu RKP(b) w Leningradzie, a w lutym-marcu 1925 kierownikiem Wydziału Organizacyjno-Instruktorskiego Murmańskiego Gubernialnego Komitetu RKP(b). Od 28 marca 1925 do 13 stycznia 1926 był sekretarzem odpowiedzialnym Murmańskiego Komitetu Obwodowego RKP(b)/WKP(b), a 1926-1927 dyrektorem zakładu remontu statków w Pietrozawodsku, na fali rozprawy z domniemanymi trockistami w ZSRR został wykluczony z partii, później przyjęty ponownie. Został dyrektorem fabryki "Siewkabel" w Leningradzie, później dyrektorem Stoczni Bałtyckiej w Leningradzie, następnie szefem "Dalpromstroja" we Władywostoku, 1933-1936 był dyrektorem fabryki im. Woroszyłowa we Władywostoku, a od lipca 1936 do sierpnia 1937 dyrektorem fabryki nr 199 w Komsomolsku nad Amurem. 30 stycznia 1934 został odznaczony Orderem Lenina.
8 sierpnia 1937 został aresztowany przez NKWD w ramach wielkiej czystki, 7 kwietnia 1938 skazany na śmierć przez Wojskowe Kolegium Sądu Najwyższego ZSRR i rozstrzelany. 18 maja 1957 pośmiertnie zrehabilitowany.